# جيم مكنمارا (لاعب كرة قاعدة)
جيم مكنمارا (بالإنجليزية: Jim McNamara)‏ هو لاعب كرة قاعدة أمريكي، ولد في 10 يونيو 1965 في ناشوا في الولايات المتحدة.

## وصلات خارجية
- جيم مكنمارا على موقعبيزبول رفرنس.كوم (الدوري الرئيسي) (الإنجليزية)
- جيم مكنمارا على موقعبيزبول رفرنس.كوم (الدوري الثانوي) (الإنجليزية)
- جيم مكنمارا على موقع مشجعي الرسوم البيانية (الإنجليزية)